# Народна скрипка
Народна скрипка або фідель — це смичковий струнний музичний інструмент, найчастіше скрипка. Це розмовний термін для позначення скрипки, який використовують музиканти різних жанрів, включаючи класичну музику. Хоча в багатьох випадках терміни «скрипка» та «фідель» є синонімами, стиль музики, яку виконують, може визначати конструктивні відмінності між фіделями та класичними скрипками. Наприклад, фіделі можуть бути налаштовані з мостом з більш плоскою аркою, щоб зменшити амплітуду руху смичка, необхідного для технік, таких як подвійний шифл — форма баріоляжа, що включає швидке чергування між парами сусідніх струн. Щоб отримати «яскравіший» тон, ніж глибокі тони з черевних або синтетичних струн, музиканти часто використовують сталеві струни. Фідель є частиною багатьох традиційних (народних) стилів, які, як правило, є усними традиціями — їх вчать «на слух», а не через нотний запис.
Фідлінг — це акт гри на фідлі, а фідлери — це музиканти, які на ньому грають. Серед музичних стилів фідлінг зазвичай створює ритми, орієнтовані на танець, з характерними швидкими змінами нот, тоді як класична музика має більше вібрато та тривалі ноти. Фідлінг також відкритий до імпровізації та прикрас у вигляді орнаментики на розсуд музиканта, на відміну від оркестрових виконань, які суворо дотримуються нот композитора, щоб відтворити твір точно. Для класично навченого скрипаля грати народну музику менш звично, але сьогодні багато фідлерів (наприклад, Аластер Фрейзер, Бріттані Гаас та Елісон Краусс) мають класичну підготовку.

## Історія
Середньовічний фідель з'явився в Європі в X столітті, походячи від візантійської ліри (дав.-гр. λύρα, лат. lira, англ. lyre), смичкового струнного інструмента Візантійської імперії, який є предком більшості європейських смичкових інструментів.
Ліра поширилася широко на захід до Європи; в 11-12 століттях європейські письменники використовували терміни фідель і ліра взаємозамінно, коли йшлося про смичкові інструменти.
Скрипка в її сучасній формі з'явилася на початку 16 століття на півночі Італії. Найдавніші зображення скрипок, хоча й з трьома струнами, зустрічаються на півночі Італії близько 1530 року, в той же час, коли слова «violino» та «vyollon» з'являються в італійських та французьких документах. Одне з найраніших чітких описів інструмента, включаючи його налаштування, зустрічається в Epitome musical Джамбе де Фера, виданому в Ліоні в 1556 році. До цього часу скрипка вже почала поширюватися Європою. Фідель став дуже популярним серед вуличних музикантів і аристократії; французький король Карл IX наказав Андреа Аматі виготовити 24 скрипки для нього в 1560 році. Одна з цих скрипок, Charles IX, є найстарішою збереженою скрипкою.
Протягом століть у Європі існували два різні типи фідлів: один, відносно квадратної форми, який тримали під руками, став відомий як родина viola da braccio (скрипка на руку) і еволюціонував у скрипку; інший, з похилими плечима і триманий між колінами, належав до групи viola da gamba (скрипка на ногу). У Ренесансі гамби були важливими та елегантними інструментами; з часом вони поступилися місцем голоснішій родині viola da braccio.

## Етимологія
Етимологія слова фідель невизначена: ймовірно, воно походить від латинського fidula, що є раннім словом для скрипки, або ж має германське походження.[уточнити]
Назва, ймовірно, пов'язана з ісландським fiðla та староанглійським fiðele. Рідний германський предок слова фідель міг би навіть бути предком ранньої романської форми слова скрипка.
У середньовіччі слово фідель також стосувалося попередника сучасної скрипки. Як і скрипка, він зазвичай мав чотири струни, але існував у різних формах і розмірах. Інша родина інструментів, яка сприяла розвитку сучасного фіделя, — це віоли, які тримають між ногами і грають вертикально, і мають лада на грифі.

## Ансамблі

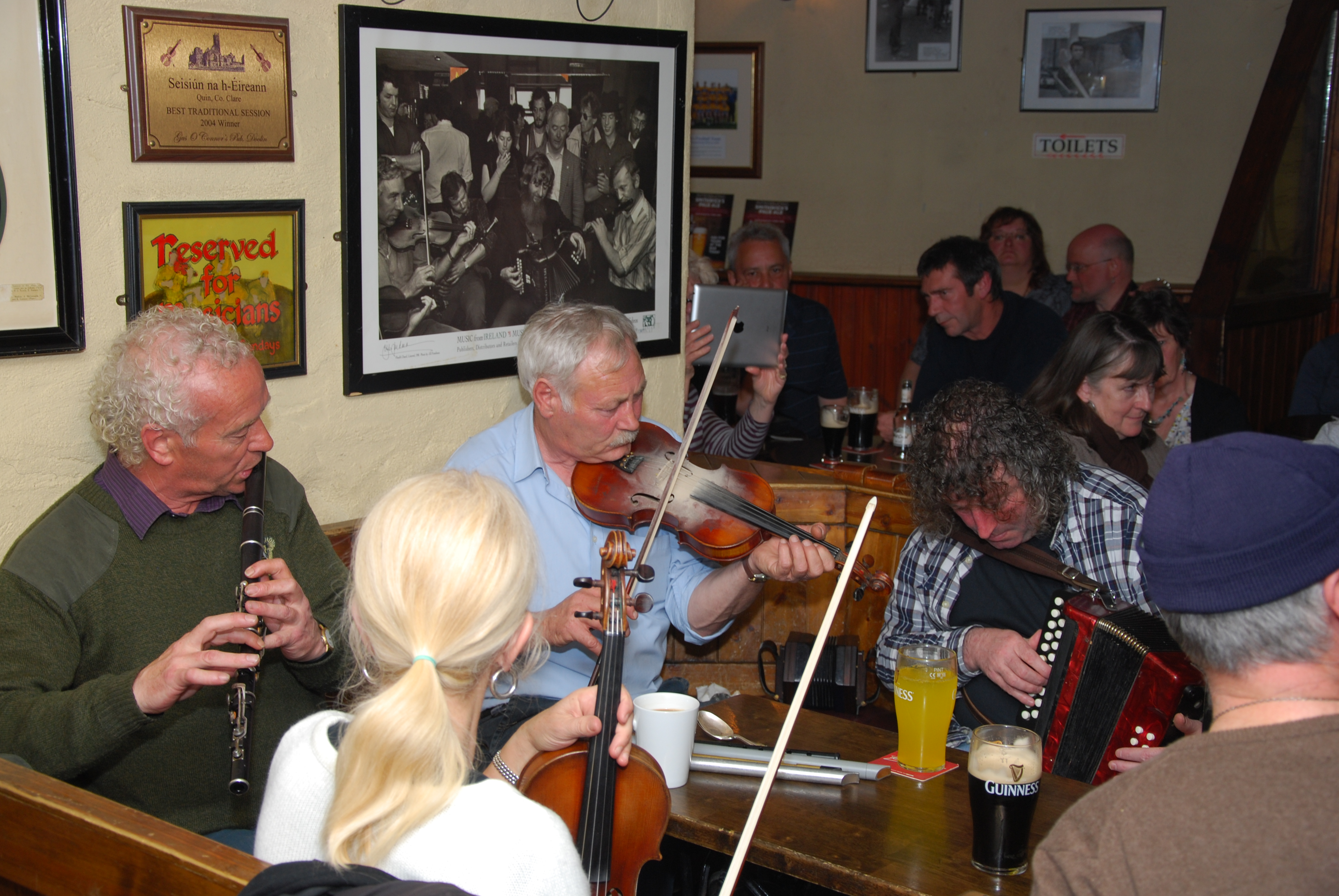
Фідлери беруть участь у сесії в пабі в Ірландії

Під час виступів зазвичай грає один сольний фідлер або один чи два фідлери разом з іншими музикантами. Однак двійний фідлінг, коли грають два фідлери, є поширеним у деяких північноамериканських, скандинавських, шотландських та ірландських музичних стилях. Після фольклорних відроджень другої половини 20-го століття стало звичним, що в менш формальних ситуаціях великі групи фідлерів грають разом. Прикладом є Calgary Fiddlers, шведські фольклорні музичні клуби Spelmanslag та всесвітнє явище ірландських сесій.
З іншого боку, оркестрові скрипки зазвичай групуються в секції або «крісла». Ці контрастні традиції можуть бути залишками історичних умов виконання: великі концертні зали, де грали на скрипках, вимагали більшої кількості інструментів, ніж це було необхідно в більш інтимних танцювальних залах і будинках, де грали фідлери, до появи електронного підсилення звуку.
Ймовірно, різниця була посилена різними звуками, яких очікували від музики на скрипці та музики на фідлі. Історично більшість музики на фідлі була музикою для танців, тоді як музика на скрипці або виникла з танцювальної музики, або була чимось зовсім іншим. Музика на скрипці почала цінувати плавність, чого фідлінг, з його чітким танцювальним ритмом, не завжди дотримувався. У ситуаціях, які вимагали більшого обсягу звуку, фідлер міг грати на своєму інструменті з більшою силою, ніж скрипаль, якщо він зберігав ритм.[джерело?] Різні традиції гри на фідлі мають різні цінності.

### Шотландська традиція гри, з віолончеллю
Наприкінці 20-го століття кілька артистів успішно відновили шотландську традицію гри на скрипці та «великому фідлі». Видатні записані приклади включають роботи Іейна Фрейзера та Крістін Гансон, Амелії Камінські та Крістін Гансон з альбомом Bonnie Lasses, Алейстера Фрейзера та Наталі Хаас з альбомом Fire and Grace, а також Тіма Макдональда та Джеремі Ворда з альбомом The Wilds.

### Балканська традиція гри, зконтрою
Угорська, словенська та румунська традиція гри на фідлі з контрою. Гравці на фідлі з Угорщини, Словенії та Румунії часто мають акомпанемент у вигляді трьохструнного варіанту віоли, відомого як контра, а також контрабаса, хоча цимбал і кларнет є менш стандартними, але все ж поширеними додатками до складу ансамблю. В Угорщині трьохструнний варіант віоли з плоским мостом, званий контрою або háromhúros brácsa, є частиною традиційної ритм-секції угорської народної музики. Плоский міст дозволяє музиканту грати акорди з трьох струн. Також використовується трьохструнний варіант контрабаса.

## Схожі інструменти

### Варіанти

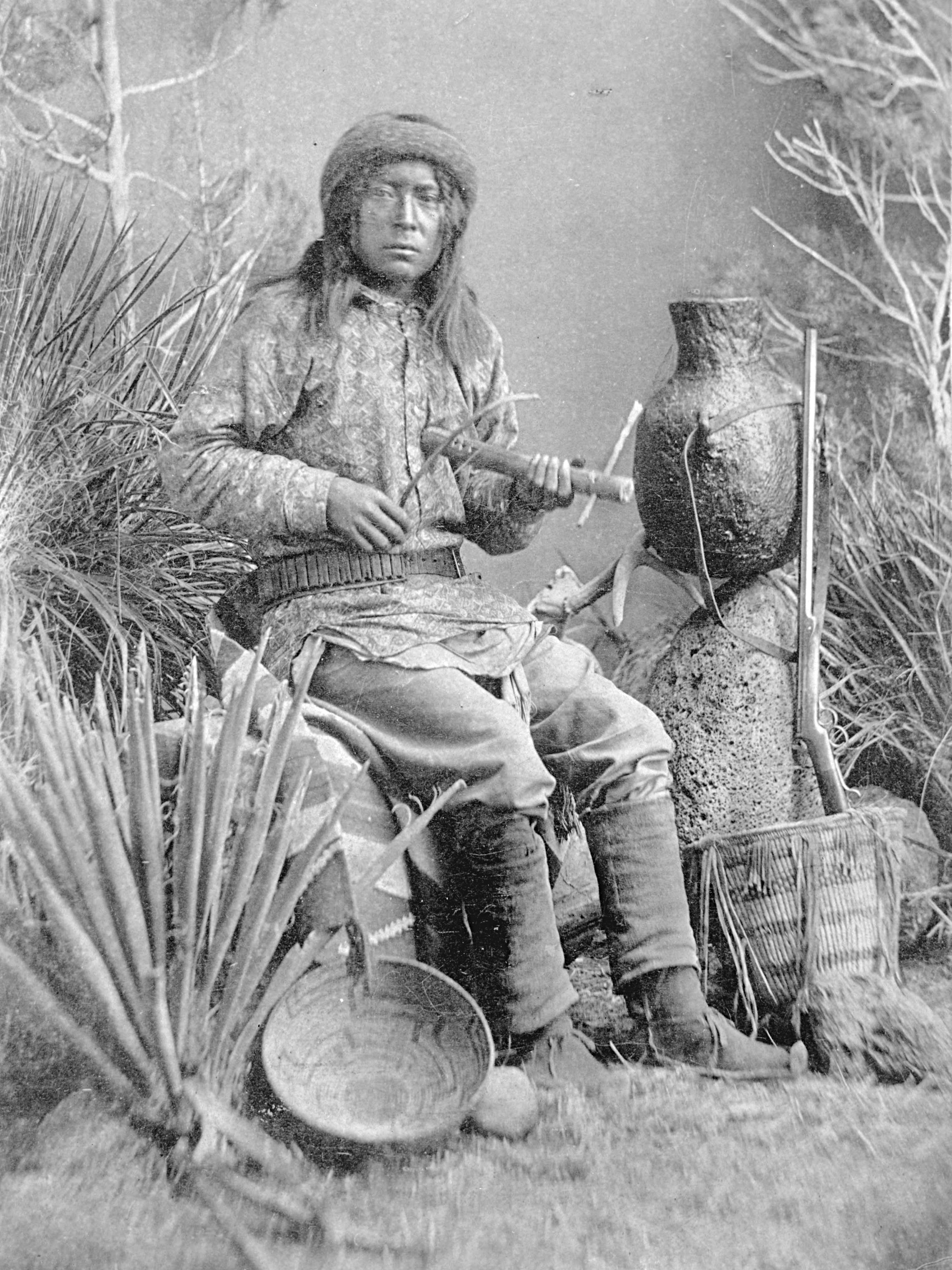
Часі, музикант з племені Апачі Варм-Спрінгс, грає на апачській скрипці, 1886 рік.

- Гардингфеля
- Скрипка Штроха

### Близькі родичі
- Віолончель
- Контрабас
- Контра
- Ребек
- Рабека
- Альт

### Далекі родичі
- Апачська скрипка

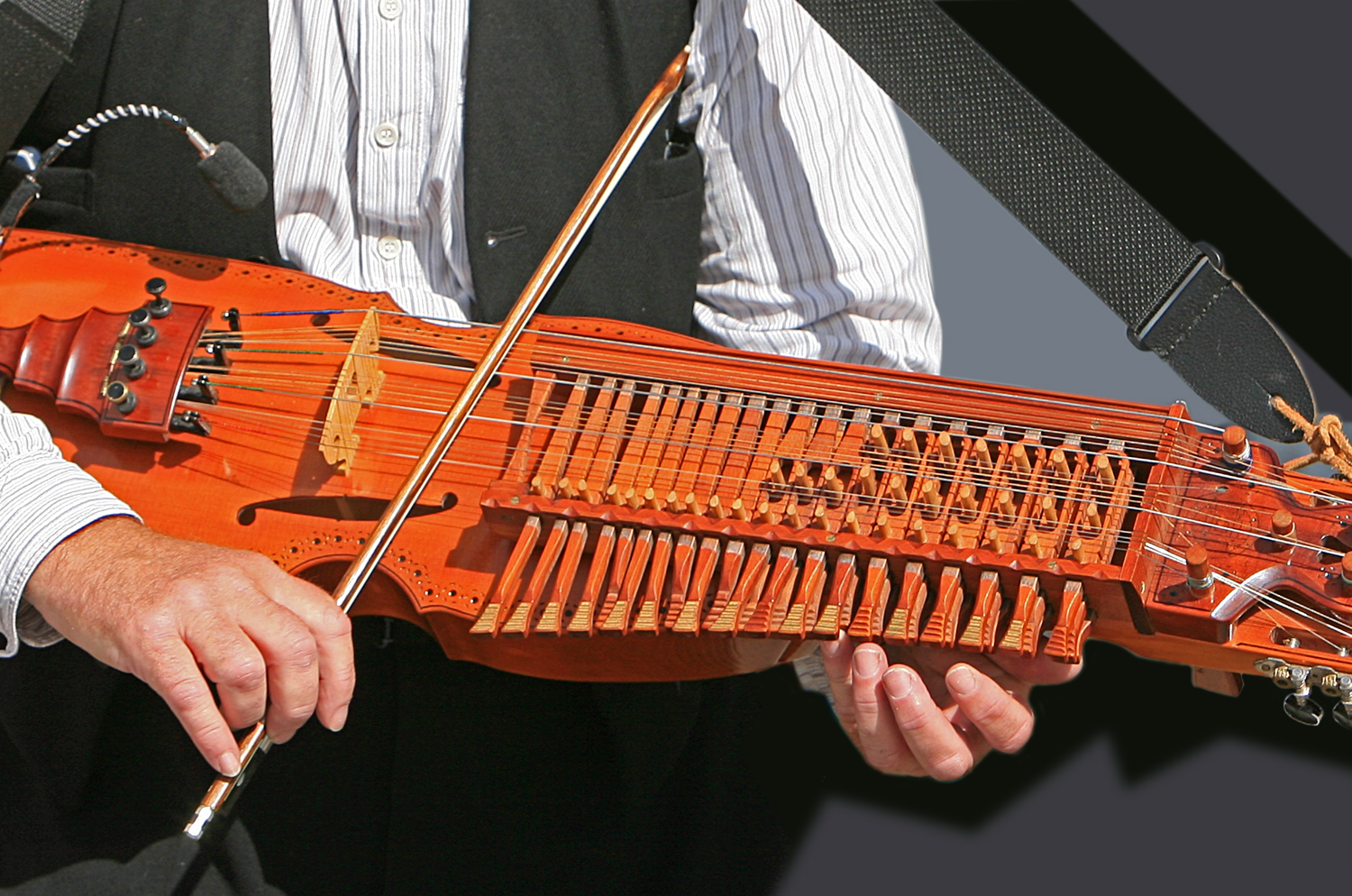
Грає нікельхарпа

- Візантійська ліра, середньовічний смичковий інструмент Візантійської імперії
- Критська Ліра
- Крота
- Гадулка
- Гудок
- Гусле
- Колісна ліра
- Каманче
- Ліриця
- Нікельхарпа
- Ребаб
- Ерху
- Морінхур

### Цитування
1. ↑  Gyles, Mary Francis (January 1947). Nero Fiddled While Rome Burned. The Classical Journal. 42 (4): 211—17. JSTOR 3291751.
2. ↑  Reiner, David; Anick, Peter (1989). Mel Bay's Old-Time Fiddling Across America. Mel Bay Publications, Inc. с. 37. ISBN 978-0-7866-5381-2. Double shuffle: syncopated string crossing on a chord, with the top note changing.
3. 1 2  Harris, Rodger (2009). Fiddling. Okhistory.org. The Encyclopedia of Oklahoma History and Culture. Процитовано 7 квітня 2017.
4. ↑  Alison Krauss - The bluegrass rose blooms | No Depression. 29 грудня 2016. Архів оригіналу за 29 грудня 2016. Процитовано 21 квітня 2021.
5. ↑  Baines, Anthony (12 листопада 1992). The Oxford Companion to Musical Instruments. Oxford University Press USA.
6. ↑  
Deverich, Robin Kay (2006). Historical Background of the Violin. ViolinOnline.com. Процитовано 22 вересня 2006.
7. ↑  
fiddle, Оксфордський словник англійської мови (вид. 3-тє), Oxford University Press, Вересень 2005, процитовано 28 березня 2008 (Необхідна підписка або членство в публічній бібліотеці Сполученого Королівства .)
8. ↑  Bosworth and Toller. Germanic Lexicon Project. Архів оригіналу за 23 жовтня 2013. Процитовано 30 квітня 2012.
9. ↑  Weinfield, Elizabeth. The Viol. The Met's Heilbrunn Timeline of Art History (англ.). The Metropolitan Museum of Art. Процитовано 9 квітня 2018.
10. ↑  The Session: Sessions. Процитовано 28 серпня 2006.
11. ↑  Webster, Andy (16 березня 2012). Traditional Irish Music in New York City. The New York Times. Процитовано 6 лютого 2018.
12. ↑  Amelia Kaminski Productions. Willockandsaxgallery.com. Архів оригіналу за 12 листопада 2011. Процитовано 14 листопада 2011.
13. ↑  Fire & Grace. Culburnie.com. Архів оригіналу за 28 вересня 2011. Процитовано 14 листопада 2011.
14. ↑  The Wilds. Tim Macdonald and Jeremy Ward. 15 листопада 2017. Процитовано 24 серпня 2018.